# 北海道名寄産業高等学校
北海道名寄産業高等学校（ほっかいどうなよろさんぎょうこうとうがっこう）は、かつて北海道名寄市にあった公立（道立）の高等学校である。

## 沿革
- 2000年4月12日 - 北海道名寄光凌高等学校開校。
  - 北海道名寄工業高等学校と北海道名寄恵陵高等学校を統合する形で新設された。校舎は旧名寄工業高等学校のものを使用。
- 2009年3月 - 北海道名寄光凌高等学校閉校。
- 2009年4月 - 北海道名寄農業高等学校と統合し北海道名寄産業高等学校となる。
  - 既存の2校の校舎をそれぞれ光凌キャンパス、名農キャンパスとして使用。
- 2021年9月 - 北海道教育委員会が「公立高等学校配置計画(令和4年度(2022年度)～6年度(2024年度))」を発表。名寄高等学校と再編統合し、名寄高校校舎を使用した新設校（普通科4学級及び情報技術科１学級：単位制）を設置することが決定する[1]。
- 2025年3月
  - 1日 - 閉校式典挙行。[2]
  - 31日 - 閉校。[3]

## 教育課程
- 全日制課程
  - 電子機械科
  - 建築システム科
  - 生活文化科
  - 酪農科学科

## 部活動等
部活動
- 吹奏楽
- 野球
- 陸上競技
- サッカー
- バレーボール
- 男子バスケットボール
- 女子バスケットボール
- 男子軟式ソフトテニス
- 女子軟式ソフトテニス
- バドミントン
- ボクシング
- 写真
- 卓球

同好会
- ハンドメイド
- 工業クラブ
- 家庭クラブ
- 美術
- 農業クラブ

外局
- 放送
- ボランティア広報